# Poslovna inteligenca
Poslovna inteligenca ("Business intelligence") je ena iz med tehnik in orodij za preoblikovanje osnovnih podatkov v smiselne in koristne informacije za namene poslovnih analiz. S tehnologijo poslovne inteligence lahko vodimo velike količine nestrukturiranih podatkov, jih prepoznamo, razvijamo in sicer ustvarjamo nove strateške poslovne priložnosti. Cilj je omogočiti enostavno razlago velikih količin podatkov. Prepoznavanje novih priložnosti in implementacija učinkovite strategije, ki temelji na širšem vpogledu, lahko zagotovi podjetjem konkurenčno prednost na trgu in dolgoročno stabilnost.
S tehnologijami poslovne inteligence zagotavljamo pretekle, sedanje in prihodnje učinke poslovanja. Skupne funkcije tehnologij poslovne inteligence so poročanje, spletna analitična obdelava, analitika, podatkovno rudarjenje, procesno rudarjenje, kompleksna obdelava dogodkov, upravljanje poslovne uspešnosti, primerjalne analize, besedilno rudarjenje, napovedno analitiko in svetovalno analitiko.
Poslovna inteligenca se lahko uporablja za podporo široki paleti poslovnih odločitev, od operativnih do strateških. Osnovne odločitve vključujejo pozicioniranje izdelka ali cen. Strateške poslovne odločitve vključujejo prednosti, naloge, cilje in usmeritve na najširši ravni. V vseh primerih. Najbolj je učinkovita, ko združuje podatke, ki izhajajo iz trga v katerem podjetje deluje (zunanje podatke) s podatki iz internega poslovanja, kot so finančni in poslovni podatki (interni podatki). V kombinaciji, lahko zunanji in notranji podatki zagotavljajo bolj popolno sliko. Posledica je ustvarjanje znanja, ki ga ne moremo izpeljati iz posameznih nizov podatkov.

## Gradniki
Poslovno inteligenco sestavlja vedno večje število gradnikov:
- večdimenzionalno združevanje in razporejanje,
- izboljšano delovanje sistema, označevanje in standardiziranje,
- sprotno poročanje z analitičnim obveščanjem,
- povezovanje nestrukturiranih podatkovnih virov,
- skupinska konsolidacija proračuna in postopno napovedovanje,
- statistično sklepanje in verjetnostne simulacije,
- ključni kazalniki uspešnosti optimizacije,
- nadzor različic in upravljanje procesov,...